# Jean-Pierre Lacroix

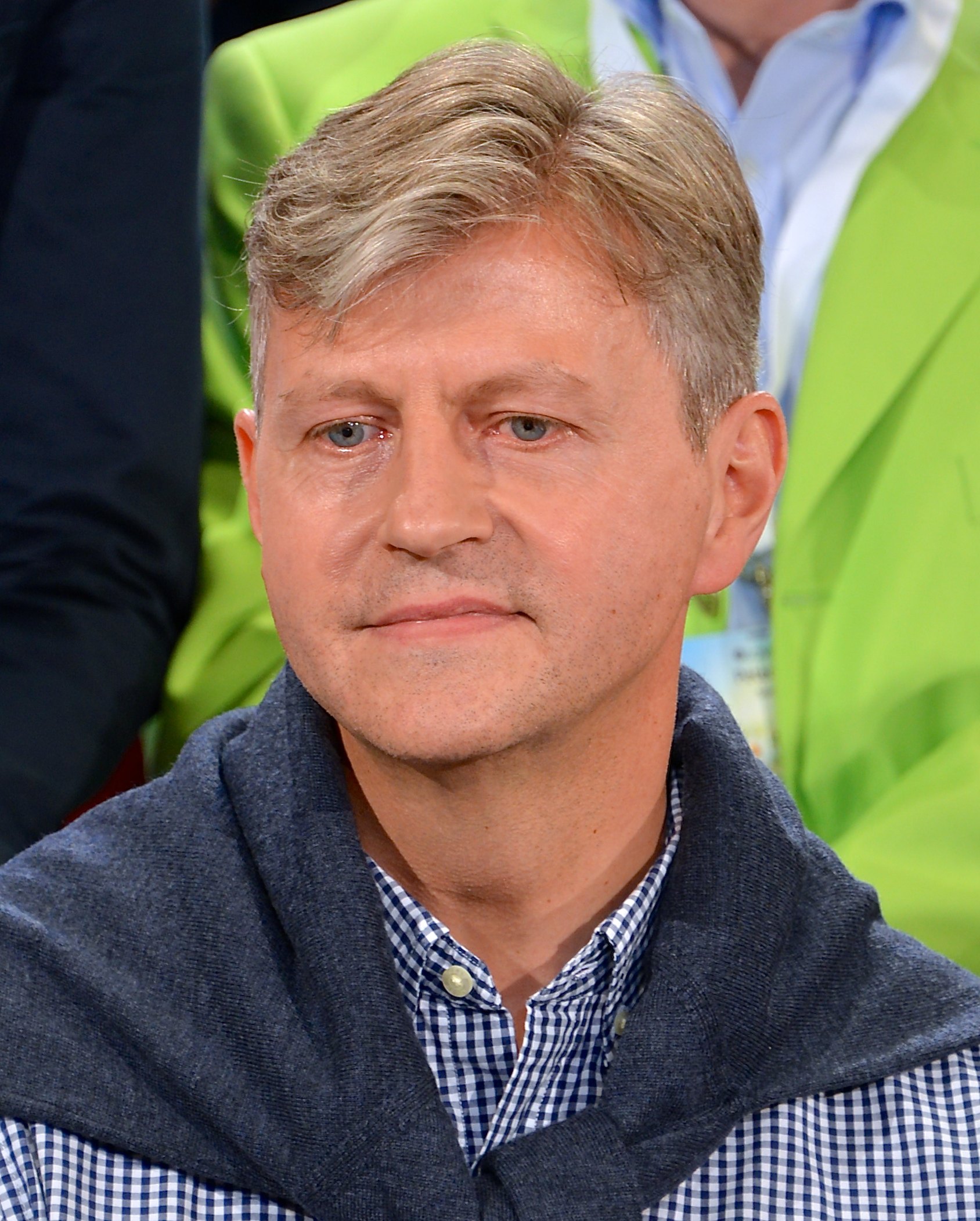
Jean-Pierre Lacroix (2013)

Jean-Pierre Lacroix (* 2. Mai 1960) ist ein französischer Diplomat, der seit 2017 bei den Vereinten Nationen Leiter der Hauptabteilung Friedenssicherungseinsätze ist.

## Ausbildung
Lacroix absolvierte Bachelor-Studiengänge an der École supérieure des sciences économiques et commerciales (ESSEC) und der Sciences Po in Paris, erwarb Master-Abschlüsse in Politikwissenschaften und Jura und war 1988 an der Verwaltungshochschule (ENA) in der Klasse «Michel de Montaigne».

## Karriere
Lacroix war zunächst in den französischen Botschaften in Prag und Washington tätig. Von 1993 bis 1995 war er Berater für das Kabinett von Premierminister Édouard Balladur. Von 2002 bis 2006 war er stellvertretender Direktor der Abteilung für die Vereinten Nationen und andere internationale Organisationen (NUOI)  im französischen Außenministerium. 2006 wurde er Ständiger Vertreter Frankreichs bei den Vereinten Nationen in New York und hatte dieses Amt bis 2009 inne. Ab 2011 war Lacroix französischer Botschafter in Schweden, bis er 2014 die Leitung der NUOI-Abteilung im Außenministerium übernahm.
Am 14. Februar 2017 wurde Jean-Pierre Lacroix durch UN-Generalsekretär António Guterres zum Unter-Generalsekretär der Vereinten Nationen ernannt und als Nachfolger von Hervé Ladsous mit der Leitung der  Hauptabteilung Friedenssicherungseinsätze betraut.

## Sonstige Aktivitäten
Lacroix ist Mitglied im Netzwerk International Gender Champions (IGC), das sich für Geschlechtergerechtigkeit auch in internationalen Organisationen einsetzt.

## Quellnachweise
1. ↑  https://www.un.org/press/en/2017/sga1705.doc.htm abgerufen am 15. Dezember 2019
2. ↑  https://www.un.org/sg/en/content/profiles/jean-pierre-lacroix abgerufen am 15. Dezember 2019
3. ↑  https://www.lefrancofil.com/10485/suede/19-mars-jean-pierre-lacroix-ambassadeur-de-france-en-suede-au-dejeunerdebat-europasprakfrancofil/ abgerufen am 15. Dezember 2019
4. ↑  Archivierte Kopie (Memento des Originals vom 15. Dezember 2019 im Internet Archive)  Info: Der Archivlink wurde automatisch eingesetzt und noch nicht geprüft. Bitte prüfe Original- und Archivlink gemäß Anleitung und entferne dann diesen Hinweis. abgerufen am 15. Dezember 2019
5. ↑  Secretary-General Appoints Jean-Pierre Lacroix of France Under-Secretary-General for Peacekeeping Operations. United Nations
6. ↑  Colum Lynch (February 16, 2017), Big powers clip UN secretary general's wings Chicago Tribune.
7. ↑  https://genderchampions.com/champions/jean-pierre-lacroix abgerufen am 10. Januar 2020

| Personendaten    | Personendaten                         |
| ---------------- | ------------------------------------- |
| NAME             | Lacroix, Jean-Pierre                  |
| KURZBESCHREIBUNG | französischer Diplomat und UN-Beamter |
| GEBURTSDATUM     | 2. Mai 1960                           |